# Каллен, Хайди
Хайди Каллен (Heidi M. Cullen; род. 1971, Статен-Айленд, Нью-Йорк) — американский эколог и климатолог, начинавшая как палеоокеанолог.
Доктор философии.
Директор по коммуникациям и стратегическим инициативам Monterey Bay Aquarium Research Institute, перед чем шеф-учёный Climate Central, в основании которой она также участвовала в 2008 году. Приглашённый лектор Принстонского университета, старший исследовательский фелло Пенсильванского университета. Отмечена Rachel Carson Award (2017) и NCSE Friend of the Planet Award (2019).
Ранее эксперт телеканала Weather Channel, где принимала участие в создании еженедельной программы Forecast Earth. А до того — научный сотрудник Национального центра атмосферных исследований (2001—2003). Входит в совет по атмосферным наукам и климату НАН США, состоит членом совета Американского метеорологического общества, состояла в научно-консультативном совете NOAA (2008—2014). Член Американского геофизического союза и Общества журналистов-экологов. Окончила Колумбийский университет (бакалавр инженерии, 1993). Степень доктора философии по климатологии получила там же в Lamont–Doherty Earth Observatory (2000). По стипендии NOAA два года провела в Институте Земли альма-матер.
Ассоциированный редактор научного журнала Weather, Climate, and Society.
Главный научный консультант телесериала Years of Living Dangerously.
Автор книги The Weather of the Future (2010).
Публиковалась в Science, Geophysical Research Letters, Paleoceanography и др.